# باغ‌ابراهیم (ایذه)
باغ‌ابراهیم (ایذه)، روستایی از توابع بخش دهدز شهرستان ایذه در استان خوزستان ایران است.

## جمعیت
این روستا در دهستان دنباله‌رود شمالی قرار دارد و براساس سرشماری مرکز آمار ایران در سال ۱۳۸۵، جمعیت آن زیر سه خانوار بوده‌است.